# Borovak pri Podkumu
Borovak pri Podkumu este o localitate din comuna Zagorje ob Savi, Slovenia, cu o populație de 81 de locuitori.